# Dendrophyllia robusta
Dendrophyllia robusta är en korallart som först beskrevs av Bourne 1905.  Dendrophyllia robusta ingår i släktet Dendrophyllia och familjen Dendrophylliidae.
Artens utbredningsområde är Indiska oceanen. Inga underarter finns listade i Catalogue of Life.